# Ficedula luzoniensis
A Ficedula luzoniensis a madarak osztályának verébalakúak (Passeriformes) rendjéhez és a  légykapófélék (Muscicapidae) családjához tartozó faj.

## Rendszerezése
A fajt William Robert Ogilvie-Grant skót ornitológus írta le 1894-ben, a Muscicapula nembe Muscicapula luzoniensis néven. Egyes szervezetek a Ficedula hyperythra alfajaként sorolják be Ficedula hyperythra luzoniensis néven.

## Alfajai
- Ficedula luzoniensis rara (Salomonsen, 1977) - Palawan
- Ficedula luzoniensis calayensis (McGregor, 1921) - Calayan
- Ficedula luzoniensis luzoniensis (Ogilvie-Grant, 1894) - Luzon
- Ficedula luzoniensis mindorensis (Hachisuka, 1935) - Mindoro
- Ficedula luzoniensis nigrorum (Whitehead, J, 1897) - Negros
- Ficedula luzoniensis montigena (Mearns, 1905)	- Apo-hegy és a McKinley-hegyság (Mindanao középső része)
- Ficedula luzoniensis matutumensis (Kennedy, 1987) - Busa-hegy és Matutum-hegy (Mindanao déli része)
- Ficedula luzoniensis daggayana (Meyer de Schauensee & duPont, 1962) - Mindanao északi része
- Ficedula luzoniensis malindangensis (Rand & Rabor, 1957) - Malindang-hegység (Mindanao északnyugati része)

## Előfordulása
A Fülöp-szigetek területén honos. Természetes élőhelyei a szubtrópusi vagy trópusi síkvidéki és hegyi esőerdők. Állandó, nem vonuló faj.

## Természetvédelmi helyzete
Az elterjedési területe rendkívül nagy, egyedszáma viszont csökken, de még nem éri el a kritikus szintet. A Természetvédelmi Világszövetség Vörös listáján nem fenyegetett fajként szerepel.